# إدوارد س. بويل
إدوارد س. بويل (بالإنجليزية: Edward C. Boyle)‏ هو محامي أمريكي، ولد في 24 ديسمبر 1904، وتوفي في 29 يونيو 1981.